# ۲٬۴-زایلیدین
۲٬۴-زایلیدین (به انگلیسی: 2,4-Xylidine) با فرمول شیمیایی C8H11N یک ترکیب شیمیایی با شناسه پاب‌کم 8711 است. 